# Kinyeti
Kinyeti är en bergstopp i Sydsudan.   Den ligger i delstaten Eastern Equatoria, i den sydöstra delen av landet, 180 kilometer sydost om huvudstaden Juba. Toppen på Kinyeti är 3 187 meter över havet.